# Rheinniederung und Hardtebene zwischen Lichtenau und Iffezheim
Das FFH-Gebiet Rheinniederung und Hardtebene zwischen Lichtenau und Iffezheim ist ein im Jahr 2015 durch das Regierungspräsidium Karlsruhe nach der Richtlinie 92/43/EWG (Fauna-Flora-Habitat-Richtlinie) angemeldetes Schutzgebiet (Schutzgebietskennung DE-7114-311) im deutschen Bundesland Baden-Württemberg. Von 2005 bis 2015 bestanden zwei Gebiete, nämlich Rheinniederung von Lichtenau bis Iffezheim sowie Magerrasen und Wälder zwischen Sandweier und Stollhofen. Die LUBW hat die beiden Gebiete 2015 zusammengefasst, wobei sich die geschützten Flächen praktisch nicht verändert haben. Mit Verordnung des Regierungspräsidiums Karlsruhe zur Festlegung der Gebiete von gemeinschaftlicher Bedeutung vom 12. Oktober 2018 wurde das Schutzgebiet festgelegt.

## Lage
Das rund 2.846 Hektar große FFH-Gebiet gehört zu den Naturräumen 210-Offenburger Rheinebene, 222-Nördliche Oberrheinniederung und 223-Hardtebenen innerhalb der naturräumlichen Haupteinheiten 21-Mittleres Oberrheintiefland und 22-Nördliches Oberrheintiefland. Es liegt zwischen Lichtenau und dem Rastatter Stadtteil Wintersdorf  entlang des Rheins und erstreckt sich über die Markungen von fünf Städten und Gemeinden.
- Stadtkreis Baden-Baden: 199,1831 ha = 7 %

Landkreis Rastatt:
- Hügelsheim: 341,4568 ha = 12 %
- Iffezheim: 597,5495 ha = 21 %
- Lichtenau: 569,0948 ha = 20 %
- Rheinmünster: 1109,7348 ha = 39 %

## Beschreibung und Schutzzweck
Es handelt sich um ein Gebiet in der Rheinniederung mit Lebensraumtypen in herausragender Qualität. Bedeutendes Vorkommen von Tiefland-Borstgrasrasen und Silbergras-Fluren. Vor allem südlich der Staustufe Iffezheim strukturreiche Wälder, Weichholzaue, Wanderfischvorkommen, historische und zum Teil noch aktuelle Wiesennutzung auf Kiesrücken. Ehemalige Überflutungsaue, Binnendünengebiet auf eiszeitlicher Niederterrasse. Reste bodensaurer Buchen- und Eichenwälder.

### Lebensraumklassen
(allgemeine Merkmale des Gebiets) (prozentualer Anteil der Gesamtfläche)
Angaben gemäß Standard-Datenbogen aus dem Amtsblatt der Europäischen Union
|                                                                                   |                                                                                   |  |      |      |
| N06 – Binnengewässer (stehend und fließend)                                       | N06 – Binnengewässer (stehend und fließend)                                       |  | 24 % | 24 % |
| N07 – Moore, Sümpfe, Uferbewuchs                                                  | N07 – Moore, Sümpfe, Uferbewuchs                                                  |  | 2 %  | 2 %  |
| N09 – Trockenrasen, Steppen                                                       | N09 – Trockenrasen, Steppen                                                       |  | 4 %  | 4 %  |
| N10 – Feuchtes und mesophiles Grünland                                            | N10 – Feuchtes und mesophiles Grünland                                            |  | 13 % | 13 % |
| N15 – Anderes Ackerland                                                           | N15 – Anderes Ackerland                                                           |  | 8 %  | 8 %  |
| N16 – Laubwald                                                                    | N16 – Laubwald                                                                    |  | 27 % | 27 % |
| N17 – Nadelwald                                                                   | N17 – Nadelwald                                                                   |  | 2 %  | 2 %  |
| N19 – Mischwald                                                                   | N19 – Mischwald                                                                   |  | 4 %  | 4 %  |
| N21 – Nicht-Waldgebiete mit hölzernen Pflanzen (Obst- und Ölbaumhaine, Weinberge) | N21 – Nicht-Waldgebiete mit hölzernen Pflanzen (Obst- und Ölbaumhaine, Weinberge) |  | 7 %  | 7 %  |
| N22 – Binnenlandfelsen, Geröll- und Schutthalden, Sandflächen                     | N22 – Binnenlandfelsen, Geröll- und Schutthalden, Sandflächen                     |  | 1 %  | 1 %  |
| N23 – Sonstiges (einschl. Städte, Dörfer, Straßen)                                | N23 – Sonstiges (einschl. Städte, Dörfer, Straßen)                                |  | 8 %  | 8 %  |
|                                                                                   |                                                                                   |  |      |      |

### Lebensraumtypen
Gemäß Anlage 1 der Verordnung des Regierungspräsidiums Karlsruhe zur Festlegung der Gebiete von gemeinschaftlicher Bedeutung (FFH-Verordnung) vom 12. Oktober 2018 kommen folgende Lebensraumtypen nach Anhang I der FFH-Richtlinie im Gebiet vor:
| EU Code | Lebensraumtyp (offizielle Bezeichnung)                                                                              | Kurzbezeichnung                                              | Hektar |
| ------- | --- | ------------------------------------------------------------ | ------ |
| 2330    | Dünen mit offenen Grasflächen mit Corynephorus und Agrostis (Dünen im Binnenland)                                   | Binnendünen mit Magerrasen                                   | 39,00  |
| 3130    | Oligo- bis mesotrophe stehende Gewässer mit Vegetation der Littorelletea uniflorae und/oder der Isoeto-Nanojuncetea | Nährstoffarme bis mäßig nährstoffreicheStillgewässer         | 0,20   |
| 3140    | Oligo-bis mesotrophe kalkhaltige Gewässer mit benthischer Vegetation aus Armleuchteralgen                           | Kalkreiche, nährstoffarme Stillgewässer mit Armleuchteralgen | 4,00   |
| 3150    | Natürliche eutrophe Seen mit einer Vegetation des Magnopotamions oder Hydrocharitions                               | Natürliche nährstoffreiche Seen                              | 180,00 |
| 3260    | Flüsse der planaren bis montanen Stufe mit Vegetation des Ranunculion fluitantis und des Callitricho-Batrachion     | Fließgewässer mit flutender Wasservegetation                 | 8,00   |
| 4030    | Trockene europäische Heiden                                                                                         | Trockene Heiden                                              | 12,00  |
| 6210    | Naturnahe Kalk-Trockenrasen und deren Verbuschungsstadien (Festuco-Brometalia)                                      | Kalk-Magerrasen                                              | 8,00   |
| 6230    | Artenreiche montane Borstgrasrasen (und submontan auf dem europäischen Festland) auf Silikatböden                   | Artenreiche Borstgrasrasen                                   | 25,00  |
| 6410    | Pfeifengraswiesen auf kalkreichem Boden, torfigen und tonig-schluffigen Böden (Molinion caeruleae)                  | Pfeifengraswiesen                                            | 2,50   |
| 6430    | Feuchte Hochstaudenfluren der planaren und montanen bis alpinen Stufe                                               | Feuchte Hochstaudenfluren                                    | 0,50   |
| 6510    | Magere Flachland-Mähwiesen (Alopecurus pratensis, Sanguisorba officinalis)                                          | Magere Flachland-Mähwiesen                                   | 108,00 |
| 9110    | Hainsimsen-Buchenwald (Luzulo-Fagetum)                                                                              | Hainsimsen-Buchenwald                                        | 30,20  |
| 9160    | Subatlantischer oder mitteleuropäischer Stieleichenwald oder Eichen-Hainbuchenwald (Carpinion betuli)               | Sternmieren-Eichen-Hainbuchenwald                            | 0,20   |
| 9190    | Alte bodensaure Eichenwälder auf Sandebenen mit Quercus robur                                                       | Bodensaure Eichenwälder auf Sandebenen                       | 14,30  |
| 91E0    | Auenwälder mit Alnus glutinosa und Fraxinus excelsior (Alno-Padion, Alnion incanae, Salicion albae)                 | Auenwälder mit Erle, Esche, Weide                            | 11,90  |

### Zusammenhängende Schutzgebiete
Das FFH-Gebiet besteht aus zahlreichen Teilgebieten. Es ist teilweise deckungsgleich mit mehreren Landschaftsschutzgebieten und zwei Vogelschutzgebieten. Die Naturschutzgebiete:
- 2193 – Rheinknie Alter Kopfgrund
- 2206 – Lichtenauer Rheinniederung
- 2216 – Stollhofener Platte
- 2230 – Sandheiden und Dünen bei Sandweier und Iffezheim

liegen ganz oder teilweise innerhalb des FFH-Gebiets.